# USC Eugendorf
Der USC Eugendorf ist ein Fußballverein in der Gemeinde Eugendorf im Bundesland Salzburg in Österreich. Die Mannschaft spielt ab der Saison 2017/18 in der Salzburger Liga (4. Spielklasse). Die Vereinsfarben des USC Eugendorf sind Grün und Weiß.

## Geschichte
Am 1. September 1967 trug der USC Eugendorf sein erstes Fußballspiel aus. Es war der Gründungstag der Sektion Fußball mit den Vereinsfarben Grün-Weiß. In der ersten Spielsaison 1967/68 trat der USC Eugendorf nur zu Freundschaftsspielen an, weil er noch nicht genug Spieler für den Meisterschaftsbetrieb hatte. Für die Meisterschaftssaison 1968/69 konnten bereits zwei Eugendorfer Mannschaften dem Salzburger Fußballverband gemeldet werden.
Im Sommer 1969 konnte der USC Eugendorf den Fußballplatz vergrößern und Bänke für die Zuschauer errichten. Einer der größten Erfolge in den Anfangsjahren war 1975/76 der Meistertitel und damit der Aufstieg in die 2. Klasse Nord.
Nach 10 Jahren konnte in der Saison 1985/86 der Aufstieg in die 1. Klasse Nord, im darauffolgenden Jahr in die 2. Landesliga Nord erreicht werden.
In der Saison 1993/94 konnte der Meistertitel der 2. Landesliga Nord fixiert werden, und der USC Eugendorf spielte daraufhin in der 1. Landesliga (ab 2010/11 Salzburger Liga).
Es folgten zwei schlechte Saisonen, wo jedes Mal der Salzburger Fußballverein absteigen musste und wieder in der 1. Klasse Nord spielte.
Erst im Jahre 2003 konnte der Wiederaufstieg in die 1. Landesliga gelingen.
Der Aufstieg in die dritthöchste Spielklasse – Regionalliga West – konnte 2012/13 gefeiert werden.
Nachdem in der ersten Saison, in der Regionalliga 2013/14, der Abstieg verhindert werden konnte, erreichte der Verein aus Eugendorf im darauffolgenden Jahr 2014/15 den 4. Platz.
Nach der Saison 2016/17 stieg der USC Eugendorf erneut in die viertklassige Salzburger Liga ab.
2010 wurde das Frauenteam gegründet, dass seitdem in der Salzburger Frauenliga spielt. Seit 2016 nimmt auch ein 3. Herrenteam (Juniors - Reserve zu 1B-Mannschaft) am Meisterschaftsbetrieb teil.

## Erfolge
- 2005/06 Österreichischer Meister im Futsal (bandenloser Hallenfußball)[2]
- 2012/13 Meister der Salzburger Landesliga
- 2014/15 Sieger im SFV-Cup

## Jugendarbeit
Mit 11 Mannschaften ist die Nachwuchsabteilung des USC Eugendorf einer der größten im Land Salzburg.